# 山田詩子
山田詩子（1963年—），日本插畫家、繪本作家，Karel Capek紅茶店的代表董事。

## 生平
愛知縣名古屋市出身，父母都喜歡看書，從小就被大量書本包圍。立命館大學產業社會學部畢業，彼時日本尚未實施男女雇用機會均等法，念四年制大學的女性到一般公司求職不易，山田畢業後當了一年的家庭教師，思及未來安身之道，決定自己創業。因本身熱愛紅茶，1987年於東京都國分寺市開設紅茶專門店「Karel Capek紅茶店」，販售世界各地茶葉配上自己設計的包裝，迄今已有八間直營店，是日本知名的紅茶品牌。除了繪製紅茶商品的包裝插圖，她也撰寫了許多紅茶介紹書籍，在生下兩子後，2002年開始為兒童創作繪本。

## 作品
目前有正式授權中文版的作品：
- 紅茶時間 I 有美味紅茶陪伴的時光
- 紅茶時間 II 清爽的夏日午茶時光
- 紅茶時間 III 溫暖的奶茶時光
- 山田詩子的美味紅茶甜點